# Hundsöd (Lengdorf)
Hundsöd ist ein Gemeindeteil der Gemeinde Lengdorf im Landkreis Erding in Oberbayern.

## Lage
Die Einöde liegt am Göttenbach, 2,2 km südöstlich des Lengdorfer Rathauses und in der Luftlinie 1,4 km südlich der Bundesautobahn 94, von deren Anschlussstelle 24 Lengdorf es sich auf einer 2,6 km langen Fahrt erreichen lässt.

## Denkmalschutz
Auf dem Flurstück Holzäcker nordöstlich von Hundsöd steht am Waldrand ein behauener Grenzstein zwischen der Hochstift Freisingischen Herrschaft Burgrain und dem Kurfürstentum Baiern. Er ist mit der Jahreszahl 1683 bezeichnet und in der Liste der Baudenkmäler in Lengdorf aufgeführt.

## Bevölkerungs- und Ortsentwicklung

Hundsöd 2

Bei der Volkszählung von 1871 gab es zehn Einwohner in fünf Gebäuden, bei der Viehzählung von 1873 gab vier Pferde und 17 Rinder. Im Mai 1987 lebten dort acht Einwohner in zwei Wohngebäuden.
| Jahr      | 1871 | 1925 | 1950 | 1970 | 1987 |
| Einwohner | 10   | 14   | 17   | 13   | 8    |